# Bacino dell'Argentina
Il bacino dell'Argentina è un bacino oceanico dell'Oceano Atlantico situato al largo della costa orientale dell'Argentina, tra la dorsale medio atlantica a est e il bacino di Scotia a ovest. A nord si trova il bacino del Brasile, separato da quello dell'Argentina dalla dorsale del Rio Grande. Il margine meridionale del bacino dell'Argentina è formato dalla scarpata delle Falkland/Malvine.

## Caratteristiche
Il bacino dell'Argentina ha una profondità media di circa 5000 m e la temperatura delle sue acque è piuttosto fredda.
Il punto più profondo del bacino si trova nella piana abissale dell'Argentina, alla base della scarpate delle Falkland dove la depressione raggiunge una profondità di 6212 m.
La corrente oceanica denominata acqua di fondo dell'Oceano antartico, che domina la circolazione marina negli strati abissali dell'Atlantico sudoccidentale, entra dalla parte sudoccidentale del bacino dell'Argentina per poi deflettere verso la scarpata continentale. Entra successivamente nel bacino del Brasile attraverso il canale di Vema (39° 30′ W) a ovest della dorsale del Rio Grande. Qui la corrente raggiunge una velocità di 20–25 cm/s.